# Paratrichius pulchellus
Paratrichius pulchellus är en skalbaggsart som beskrevs av Iwase 2005. Paratrichius pulchellus ingår i släktet Paratrichius och familjen Cetoniidae. Inga underarter finns listade i Catalogue of Life.